# Marce triestine
Marce triestine je studijski album Delavske godbe Trbovlje, ki je izšel leta 1971 pri založbi Pioneer Records iz Trsta. Na plošči se orkester predstavlja s tržaškimi koračnicami in popevkami, ki jih je v dvorani Slovenske filharmonije posnela RTV Ljubljana.

## Seznam skladb
| Stran A | Stran A                             | Stran A |
| Št.     | Naslov                              | Dolžina |
| ------- | ----------------------------------- | ------- |
| 1.      | „Ragaze pute‟                       |         |
| 2.      | „No go le ciave del porton‟         |         |
| 3.      | „Sior Popel‟                        |         |
| 4.      | „Che xe colpa del mio mal‟          |         |
| 5.      | „Gobo, sentite‟                     |         |
| 6.      | „Demoghla‟                          |         |
| 7.      | „In mezo al mare‟                   |         |
| 8.      | „Essa mi pare una testa imbecile‟   |         |
| 9.      | „Dove xe la mia Rosina‟             |         |
| 10.     | „Voio far la sessolota‟             |         |
| 11.     | „Ciribiribin‟                       |         |
| 12.     | „La ga i cavei taiadi a la rotonda‟ |         |
| 13.     | „Comare, che bora‟                  |         |

| Stran B | Stran B                            | Stran B |
| Št.     | Naslov                             | Dolžina |
| ------- | ---------------------------------- | ------- |
| 1.      | „Viva Trieste‟                     |         |
| 2.      | „Trieste nova‟                     |         |
| 3.      | „Blangmose a la Colonia Americana‟ |         |
| 4.      | „Per aspera ad astra‟              |         |
| 5.      | „Inno austriaco di J. Haydn‟       |         |

Dirigent: prof. Mihael Gunzek